# Jacques Duroux
Jacques-Louis-Édouard Duroux, né à Maison-Carrée le 15 octobre 1878 et mort à Alger le 9 septembre 1944, est un industriel et magnat de la presse en Algérie française et ancien sénateur du parti radical-socialiste de la IIIe République.

## Biographie
Né à Maison-Carrée, il est fils unique d'un soldat de l'armée coloniale d'Afrique originaire du Limousin et établi en Algérie, vers 1860, comme commerçant et viticulteur. Il poursuit ses études de droit à Alger, puis à Paris. 
Membre du conseil d’administration de la Société Agricole algérienne, propriétaire de la grande minoterie Les Moulins de l’Harrach (qui traite plus de 300 000 quintaux de céréales par an au début des années 1930) et d’un certain nombre d’immeubles à Maison-Carrée, Jacques Duroux possédait aussi plus de mille hectares de terres dont un vignoble de 588 hectares à Rouïba. Jacques Duroux était le propriétaire de plusieurs titres de presse, comme L'Algérie, quotidien du soir de centre-gauche, Les Nouvelles, quotidien du matin et le journal L'Écho d'Alger, acheté par lui en 1927 et longtemps dirigé par la suite par Alain de Sérigny. Il possédait une usine chimique et les Cargos algériens et au milieu des années 1930, il détenait probablement la plus grosse fortune d'Algérie.
Membre influent du parti radical-socialiste (gauche modérée, parti de Clemenceau), il est élu conseiller municipal de Maison-Carrée en 1912, puis après avoir combattu pendant la Première Guerre mondiale, il devient conseiller général de Maison-Carrée en décembre 1919. Il devient membre des Délégations financières de l'Algérie en avril 1920 avant de présider le Conseil général d'Alger de 1926 à 1937.
Il se présente aux élections sénatoriales du 9 janvier 1921 à Alger et siégera ainsi au Sénat français jusqu'en 1939, se distinguant alors comme membre des commissions de la marine, et de celle de l'Algérie dont il devint vice-président, ainsi que de celle du commerce, de l'industrie, du travail et des postes qu'il va ensuite présider à partir de juin 1935. Adversaire résolu de Maurice Viollette (que la presse surnommait « Viollette-Pacha ») en 1927, il paie pourtant le prix de son ralliement au Front populaire en 1936, puisqu'il perd définitivement son siège de sénateur, en octobre 1938 (son mandat expirant le 9 janvier 1939), au profit d'André Mallarmé, du parti radical. Il quitte alors la vie politique pour se consacrer à son journal algérois, jusqu'à une attaque d'hémiplégie en 1941 et sa mort en septembre 1944. Son journal L'Écho d'Alger est repris par son fils, Jean Duroux.